# Fernando Seoane
Fernando Seoane Antelo (Santiago de Compostela, 25 marzo 1983) è un ex calciatore spagnolo, di ruolo centrocampista.